# Łazy (gromada w powiecie zawierciańskim)
Łazy – dawna gromada, czyli najmniejsza jednostka podziału terytorialnego Polskiej Rzeczypospolitej Ludowej w latach 1954–1972.
Gromady, z gromadzkimi radami narodowymi (GRN) jako organami władzy najniższego stopnia na wsi, funkcjonowały od reformy reorganizującej administrację wiejską przeprowadzonej jesienią 1954 do momentu ich zniesienia z dniem 1 stycznia 1973, tym samym wypierając organizację gminną w latach 1954–1972.
Gromadę Łazy z siedzibą GRN w Łazach (wówczas wsi) utworzono – jako jedną z 8759 gromad na obszarze Polski – w powiecie zawierciańskim w woj. stalinogrodzkim, na mocy uchwały nr 24/54 WRN w Stalinogrodzie z dnia 5 października 1954. W skład jednostki weszły obszary dotychczasowych gromad Łazy i Młynek oraz wieś Głazówka i pustkowie Gzichów z dotychczasowej gromady Głazówka ze zniesionej gminy Łazy w tymże powiecie; a także oddziały leśne nr nr 4–13 z Nadleśnictwa Łysa Góra oraz oddziały leśne nr nr 203–205 z Nadleśnictwa Gołonóg. Dla gromady ustalono 27 członków gromadzkiej rady narodowej.
1 stycznia 1956 gromadę Łazy zniesiono w związku z nadaniem jej statusu osiedla (1 stycznia 1967 Łazy otrzymały status miasta).
1 stycznia 1973 w powiecie zawierciańskim reaktywowano gminę Łazy.